# S.P.A.L. 2023-2024
Questa voce raccoglie le informazioni riguardanti la S.P.A.L. nelle competizioni ufficiali della stagione 2023-2024.

## Stagione
In seguito alla retrocessione dalla Serie B, la SPAL di Joe Tacopina sostituisce la dirigenza tecnica puntando sul direttore sportivo Filippo Fusco e sull'allenatore Domenico Di Carlo. Il mercato estivo vede il ritorno dell'esperto attaccante Mirco Antenucci, già in biancazzurro dal 2016 al 2019.
Dopo un avvio di campionato sotto le aspettative, con due vittorie e tre sconfitte nelle prime cinque partite, Di Carlo viene sostituito con Leonardo Colucci. I biancazzurri chiudono il girone di andata a quota 19 punti, in lotta per evitare i play-out. Il 4 febbraio 2024, dopo tre sconfitte consecutive, Colucci viene esonerato per far spazio al ritorno di Di Carlo con il quale, anche a seguito dei rinforzi giunti nel mercato di gennaio, la SPAL cambia marcia guadagnando 28 punti nelle successive 14 partite, raggiungendo l'undicesima posizione.

## Maglie e sponsor
La stagione 2023-2024 è la settima consecutiva per lo sponsor tecnico Macron come fornitore della SPAL; a differenza degli anni precedenti, vengono realizzati due soli completi in luogo di tre. Gli sponsor ufficiali sono Iosco Group, EdilAlba, Adamant BioNRG e HDI Assicurazioni.
La maglia interna presenta la consueta palatura "stretta" biancoazzurra (integrale sul torso e limitata alla sola parte bassa del dorso per consentire l'applicazione delle personalizzazioni), che però lascia spazio a maniche e spalle monocrome azzurre di foggia raglan, con scolli e bordimanica bianchi (questi ultimi profilati da un microinserto col tricolore italiano); i calzoncini sono bianchi e le calze sono bianche con risvolto azzurro.
La maglia esterna è nera, solcata sul torso da una trama romboidale tono su tono; i colori sociali sono richiamati sullo scollo, su sottili inserti sopra i bordimanica e nella parte bassa dei fianchi; i calzoncini sono neri senza particolari orpelli, le calze sono nere con risvolto biancoazzurro.
| Casa | Trasferta |

## Organigramma societario
Area direttiva
- Presidente: Joe Tacopina
- Consiglieri di amministrazione: Lorenzo Bazzoni (fino al 25/1/2024), James David Elwen (fino al 25/1/2024), Chad Seigel, Marcello Follano (dal 25/1/2024), Gabriella Follano (dal 25/1/2024)
- Direttore generale: Corrado Di Taranto

Area organizzativa
- Segretario generale: Stefano Salis
- Segretario sportivo: Michele Sebastiani
- Segretarie commerciali: Clarissa Vecchiattini, Giulia Bolognesi
- Team manager: Alessandro Andreini
- Stadium manager: Pietro Pelucchi
- Delegato alla sicurezza: Ferruccio Taroni
- Responsabile biglietteria: Marinella Casoni
- Supporter liaison officer: Luca Pozzoni
- Ufficio legale: Federica Nieri
- Data protection officer: Alessandro Vasta
- Responsabile amministrativa: Serena Saletti
- Ufficio amministrazione: Federica Bergamini, Davide Viale

Area comunicazione e marketing
- Chief revenue officer: Luca Donati
- Direttrice marketing e comunicazione: Veronica Bon
- Key account: Davide Insalaco
- Ufficio stampa: Lorenzo Marchetti
- Social media manager: Giovanni Moro
- Responsabile multimedia: Mirco Gadda
- Responsabile merchandising: Cristian Girardi
- Store manager: Giuseppe Colombarini
- Social responsability and charity manager: Martina Vanzetto

Area sportiva
- Direttore tecnico: Filippo Fusco
- Direttore sportivo: Emanuele Righi (fino al 23/11/2023)

Area tecnica
- Allenatore: Domenico Di Carlo (fino al 2/10/2023, poi dal 4/2/2024), Leonardo Colucci (dal 2/10/2023 al 4/2/2024)
- Allenatore in seconda: Davide Mezzanotti (fino al 2/10/2023, poi dal 4/2/2024), Giuseppe Montanaro (dal 2/10/2023 al 4/2/2024)
- Preparatori atletici: Lorenzo Riela (fino al 2/10/2023, poi dal 4/2/2024), Raffaele Gagliardo (dal 2/10/2023 al 4/2/2024), Carlo Voltolini, Emanuele Tononi
- Preparatore dei portieri: Cristiano Scalabrelli (fino al 24/1/2024), Andrea Campagnolo (dal 24/1/2024)
- Collaboratori tecnici: Martino Sofia, Andrea Brunello
- Match analyst: Gaspare Mazarese

Area sanitaria
- Responsabile sanitario: Fabrizio Aggio
- Fisioterapisti: Piero Bortolin, Vittorio Bronzi, Daniele Zannini

## Rosa
Rosa e numerazione sono aggiornate al 28 aprile 2024.

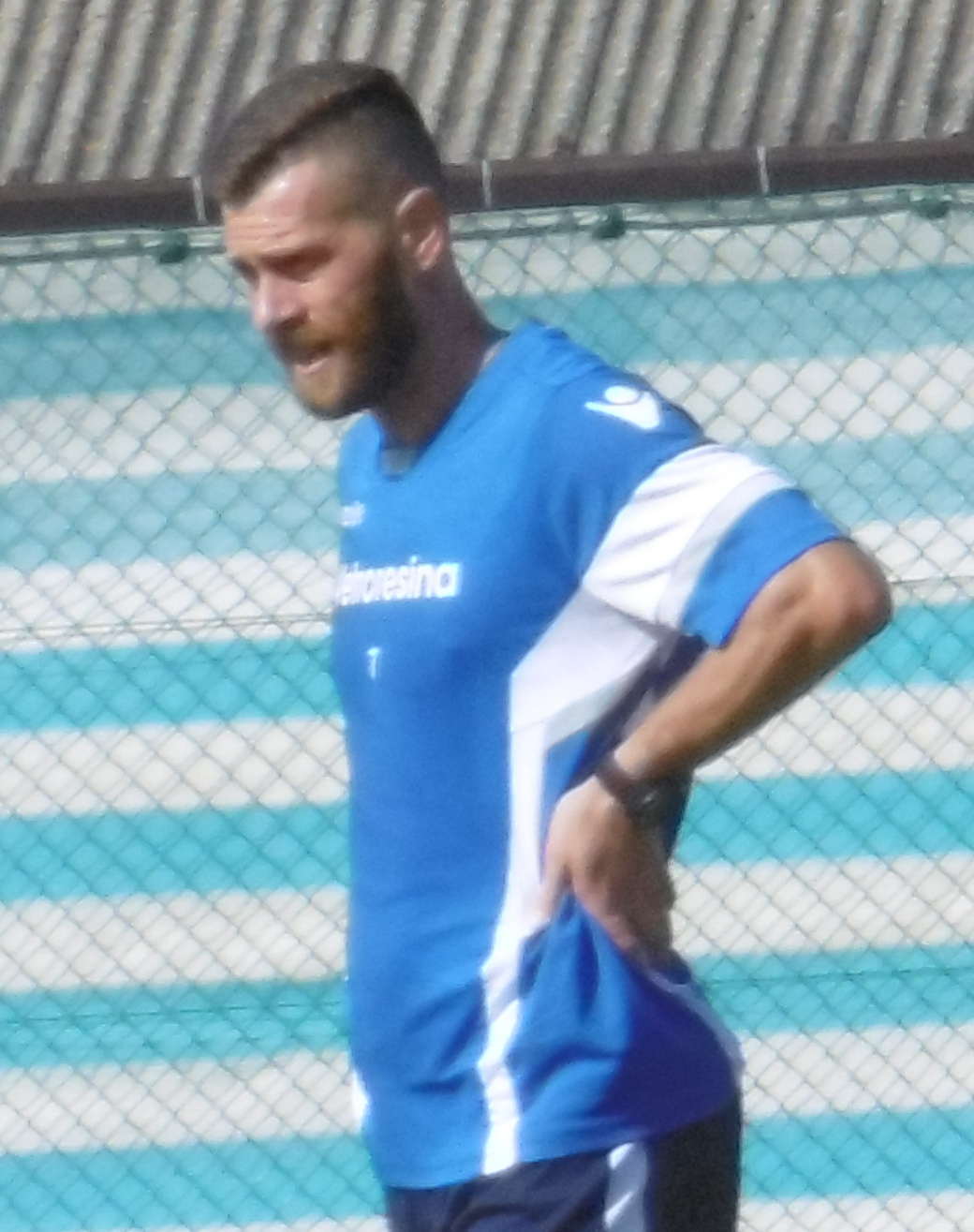
Mirco Antenucci, capitano nella stagione 2023-2024.

| N. |                      | Ruolo | Calciatore                 |
| -- | -------------------- | ----- | -------------------------- |
| 1  | Italia (bandiera)    | P     | Enrico Alfonso             |
| 2  | Italia (bandiera)    | D     | Alessandro Fiordaliso      |
| 3  | Italia (bandiera)    | D     | Matteo Bruscagin           |
| 4  | Argentina (bandiera) | D     | Nahuel Valentini           |
| 5  | Italia (bandiera)    | C     | Nicolò Contiliano          |
| 6  | Italia (bandiera)    | C     | Marco Bertini              |
| 7  | Italia (bandiera)    | A     | Mirco Antenucci (capitano) |
| 8  | Italia (bandiera)    | C     | Riccardo Collodel          |
| 9  | Italia (bandiera)    | A     | Alessandro Orfei           |
| 10 | Croazia (bandiera)   | A     | Tomi Petrović              |
| 11 | Italia (bandiera)    | A     | Simone Rabbi               |
| 12 | Italia (bandiera)    | P     | Cesare Galeotti            |
| 13 | Italia (bandiera)    | D     | Alessandro Bassoli         |
| 14 | Italia (bandiera)    | C     | Fabio Parravicini          |
| 16 | Italia (bandiera)    | D     | Filippo Saiani             |
| 17 | Italia (bandiera)    | C     | Giuseppe Iglio             |
| 19 | Italia (bandiera)    | A     | Nicola Dalmonte            |
| 20 | Lettonia (bandiera)  | A     | Dario Šits                 |
| 21 | Italia (bandiera)    | D     | Raffaele Celia             |
| 21 | Italia (bandiera)    | A     | Massimo Zilli              |

| N. |                          | Ruolo | Calciatore             |
| -- | ------------------------ | ----- | ---------------------- |
| 22 | Italia (bandiera)        | P     | Marco Meneghetti       |
| 23 | Italia (bandiera)        | D     | Matteo Arena           |
| 24 | Italia (bandiera)        | D     | Luca Ghiringhelli      |
| 25 | Italia (bandiera)        | C     | Marco Carraro          |
| 26 | Italia (bandiera)        | A     | Luca Siligardi         |
| 27 | Polonia (bandiera)       | D     | Patryk Peda            |
| 28 | Italia (bandiera)        | P     | Mattia Del Favero      |
| 29 | Togo (bandiera)          | C     | Steven Nador           |
| 33 | Italia (bandiera)        | D     | Alessandro Tripaldelli |
| 34 | Austria (bandiera)       | D     | Philipp Breit          |
| 37 | Italia (bandiera)        | C     | Fabio Maistro          |
| 44 | Moldavia (bandiera)      | D     | Daniel Dumbrăvanu      |
| 71 | Italia (bandiera)        | A     | Simone Edera           |
| 75 | Italia (bandiera)        | A     | Emanuele Rao           |
| 77 | Italia (bandiera)        | A     | Marco Rosafio          |
| 77 | Liechtenstein (bandiera) | C     | Marcel Büchel          |
| 80 | Italia (bandiera)        | C     | Filippo Puletto        |
| 90 | Italia (bandiera)        | A     | Tommaso Angeletti      |
| 91 | Italia (bandiera)        | C     | Jacopo Simonetta       |
| 97 | Senegal (bandiera)       | A     | Serigne Deme           |

## Calciomercato

### Sessione estiva(dall'1/7 all'1/9)
| Acquisti         | Acquisti           | Acquisti           | Acquisti                                          |
| R.               | Nome               | da                 | Modalità                                          |
| ---------------- | ------------------ | ------------------ | ------------------------------------------------- |
| P                | Mattia Del Favero  | Juventus           | definitivo                                        |
| P                | Marco Meneghetti   | Gubbio             | fine prestito                                     |
| D                | Matteo Bruscagin   | Pordenone          | svincolato                                        |
| D                | Nahuel Valentini   | Padova             | svincolato                                        |
| C                | Marco Bertini      | Lazio              | prestito con diritto di riscatto e controriscatto |
| C                | Marco Carraro      | Atalanta           | svincolato                                        |
| C                | Riccardo Collodel  | Siena              | svincolato                                        |
| C                | Giuseppe Iglio     | Giugliano          | svincolato                                        |
| A                | Mirco Antenucci    | Bari               | svincolato                                        |
| A                | Nicola Dalmonte    | L.R. Vicenza       | prestito con diritto/obbligo di riscatto          |
| A                | Alessandro Orfei   | Fidelis Andria     | fine prestito                                     |
| A                | Marco Rosafio      | Reggiana           | svincolato                                        |
| A                | Luca Siligardi     | Feralpisalò        | svincolato                                        |
| A                | Dario Šits         | Parma              | prestito con diritto di riscatto e controriscatto |
| Altre operazioni |                    |                    |                                                   |
| R.               | Nome               | da                 | Modalità                                          |
| P                | Cesare Galeotti    | Rimini             | fine prestito                                     |
| P                | Andrea Magri       | Union Clodiense CS | fine prestito                                     |
| P                | Michele Pezzolato  | United Riccione    | fine prestito                                     |
| P                | Demba Thiam        | Foggia             | fine prestito                                     |
| D                | Niccolò Bellucci   | Alessandria        | fine prestito                                     |
| D                | Matteo Borsoi      | Vis Pesaro         | fine prestito                                     |
| D                | Steven Nador       | Montevarchi        | fine prestito                                     |
| D                | Moustapha Yabre    | Recanatese         | fine prestito                                     |
| C                | Christian Basile   | Cavese             | fine prestito                                     |
| C                | Simone Cecere      | Casarano           | fine prestito                                     |
| C                | Luca Mihai         | AlbinoLeffe        | fine prestito                                     |
| C                | Federico Zanchetta | Olbia              | fine prestito                                     |
| A                | Jionathan Campagna | Torres             | fine prestito                                     |
| A                | Ludovico D'Orazio  | Mantova            | fine prestito                                     |
| A                | Andrea La Mantia   | Empoli             | riscatto del cartellino                           |
| A                | Teun Wilke Braams  | Cercle Bruges      | fine prestito                                     |

| Cessioni         | Cessioni             | Cessioni          | Cessioni                         |
| R.               | Nome                 | a                 | Modalità                         |
| ---------------- | -------------------- | ----------------- | -------------------------------- |
| P                | Lorenzo Abati        | Torino            | prestito con diritto di riscatto |
| P                | Gabriel Brazão       | Inter             | fine prestito                    |
| P                | Alberto Pomini       | -                 | termine carriera                 |
| D                | Alberto Almici       | -                 | svincolato                       |
| D                | Christian Dalle Mura | Fiorentina        | fine prestito                    |
| D                | Lorenzo Dickmann     | Brescia           | prestito con diritto di riscatto |
| D                | Biagio Meccariello   | Benevento         | definitivo                       |
| D                | Marco Varnier        | Atalanta          | fine prestito                    |
| C                | Ayoub Abou           | Pirin Blagoevgrad | svincolato                       |
| C                | Giannīs Fetfatzidīs  | APOEL             | svincolato                       |
| C                | Alessandro Murgia    | Hermannstadt      | prestito con diritto di riscatto |
| C                | Radja Nainggolan     | -                 | svincolato                       |
| C                | Matteo Prati         | Cagliari          | definitivo                       |
| C                | Georgi Tunjov        | Pescara           | svincolato                       |
| C                | Luca Valzania        | Cremonese         | fine prestito                    |
| C                | Niccolò Zanellato    | Catania           | risoluzione contratto            |
| C                | Franco Zuculini      | -                 | termine carriera                 |
| A                | Andrea La Mantia     | Feralpisalò       | prestito con diritto di riscatto |
| A                | Gabriele Moncini     | Benevento         | fine prestito                    |
| A                | Nicola Rauti         | Torino            | fine prestito                    |
| A                | Giuseppe Rossi       | -                 | termine carriera                 |
| Altre operazioni |                      |                   |                                  |
| R.               | Nome                 | da                | Modalità                         |
| P                | Cesare Galeotti      | Lumezzane         | prestito                         |
| P                | Andrea Magri         | -                 | svincolato                       |
| P                | Luca Martelli        | Corticella        | prestito                         |
| P                | Daniil Pareiko       | San Marzano       | prestito                         |
| P                | Michele Pezzolato    | Forlì             | prestito                         |
| P                | Demba Thiam          | Juve Stabia       | prestito                         |
| D                | Niccolò Bellucci     | Brindisi          | definitivo                       |
| D                | Matteo Borsoi        | Pineto            | svincolato                       |
| D                | Dawid Bugaj          | Lechia Danzica    | prestito con diritto di riscatto |
| D                | Edoardo Cavallini    | Corticella        | prestito                         |
| D                | Alessandro Gobbo     | Ravenna           | prestito                         |
| D                | Nicola Santella      | Piacenza          | prestito                         |
| D                | Michal Svoboda       | Bologna           | prestito                         |
| D                | Filippo Tosi         | Genoa             | prestito                         |
| D                | Moustapha Yabre      | Giugliano         | definitivo                       |
| C                | Cristian Antonciuc   | Sassuolo          | prestito                         |
| C                | Christian Basile     | Audace Cerignola  | definitivo                       |
| C                | Alessandro Boccia    | Frosinone         | prestito con diritto di riscatto |
| C                | Simone Cecere        | Fidelis Andria    | prestito                         |
| C                | Salvatore Esposito   | Spezia            | riscatto del cartellino          |
| C                | Antonio Imputato     | Mestre            | prestito                         |
| C                | Luca Mihai           | CFR Cluj          | definitivo                       |
| C                | Steven Nador         | Ancona            | prestito                         |
| C                | Federico Zanchetta   | Olbia             | definitivo                       |
| A                | Jionathan Campagna   | Certaldo          | svincolato                       |
| A                | Ludovico D'Orazio    | Novara            | prestito                         |
| A                | Antonio Fiori        | Mantova           | definitivo                       |
| A                | Teun Wilke Braams    | Tapatío           | svincolato                       |

### Operazioni tra le due sessioni
| Acquisti | Acquisti           | Acquisti | Acquisti   |
| R.       | Nome               | da       | Modalità   |
| -------- | ------------------ | -------- | ---------- |
| D        | Alessandro Bassoli | -        | svincolato |

| Cessioni | Cessioni | Cessioni | Cessioni |
| R.       | Nome     | a        | Modalità |
| -------- | -------- | -------- | -------- |

### Sessione invernale(dal 2/1 al 1/2)
| Acquisti         | Acquisti          | Acquisti  | Acquisti                         |
| R.               | Nome              | da        | Modalità                         |
| ---------------- | ----------------- | --------- | -------------------------------- |
| P                | Cesare Galeotti   | Lumezzane | fine prestito                    |
| D                | Luca Ghiringhelli | Südtirol  | prestito                         |
| C                | Marcel Büchel     | -         | svincolato                       |
| C                | Steven Nador      | Ancona    | fine prestito                    |
| A                | Simone Edera      | -         | svincolato                       |
| A                | Tomi Petrović     | Trento    | prestito con diritto di riscatto |
| A                | Massimo Zilli     | Cosenza   | prestito con diritto di riscatto |
| Altre operazioni |                   |           |                                  |
| R.               | Nome              | da        | Modalità                         |
| D                | Nicola Santella   | Piacenza  | fine prestito                    |
| A                | Ludovico D'Orazio | Novara    | fine prestito                    |

| Cessioni         | Cessioni          | Cessioni          | Cessioni                         |
| R.               | Nome              | a                 | Modalità                         |
| ---------------- | ----------------- | ----------------- | -------------------------------- |
| D                | Raffaele Celia    | Ascoli            | definitivo                       |
| D                | Daniel Dumbrăvanu | Messina           | prestito                         |
| C                | Fabio Parravicini | Genoa             | prestito con diritto di riscatto |
| C                | Filippo Puletto   | Trento            | prestito                         |
| A                | Marco Rosafio     | Messina           | prestito                         |
| Altre operazioni |                   |                   |                                  |
| R.               | Nome              | da                | Modalità                         |
| D                | Nicola Santella   | Treviso           | prestito                         |
| C                | Jacopo Simonetta  | Cagliari          | definitivo                       |
| A                | Serigne Deme      | Victor San Marino | prestito                         |
| A                | Ludovico D'Orazio | Latina            | prestito                         |

## Risultati

### Serie C (girone B)

#### Girone di andata
| Arbitro: | Vergaro (Bari) |

|               |           |  |
| Antenucci 53’ | Marcatori |  |

| Arbitro: | Delrio (Reggio Emilia) |

|                                   |           |               |
| C. Shpendi 2’, 35’ S. Corazza 78’ | Marcatori | 89’ Antenucci |

| Arbitro: | Turrini (Firenze) |

|              |           |                              |
| Valentini 6’ | Marcatori | 41’ Iannoni 45’ Fed. Vázquez |

| Arbitro: | Ramondino (Palermo) |

|  |           |               |
|  | Marcatori | 90+1’ Bertini |

| Arbitro: | Giaccaglia (Jesi) |

|                      |           |                           |
| Peda 13’ 30’ Rao 65’ | Marcatori | 43’ Guadagni 54’ Benassai |

| Arbitro: | Catanoso (Reggio Calabria) |

|             |           |  |
| Morrone 19’ | Marcatori |  |

| Arbitro: | Nicolini (Brescia) |

|           |           |                                |
| Celia 42’ | Marcatori | 21’ (rig.) Tunjov 90’ Cangiano |

| Ferrara 15 ottobre 2023, ore 18:30 CEST 8ª giornata | SPAL               | 0 – 0 referto | Fermana | Stadio Paolo Mazza (6 320 spett.)\| Arbitro: \| Maccarini (Arezzo) \| |
| Arbitro:                                            | Maccarini (Arezzo) |               |         |                                                                       |

| Arbitro: | Mastrodomenico (Matera) |

|                           |           |                |
| Gucci 34’, 72’ Mawuli 38’ | Marcatori | 64’ Fiordaliso |

| Arbitro: | Colaninno (Nola) |

|             |           |  |
| Bertini 68’ | Marcatori |  |

| Arbitro: | Gigliotti (Cosenza) |

|             |           |             |
| Diakite 55’ | Marcatori | 4’ Collodel |

| Arbitro: | Crezzini (Siena) |

|                  |           |  |
| Morra 63’ (rig.) | Marcatori |  |

| Arbitro: | Drigo (Portogruaro) |

|  |           |              |
|  | Marcatori | 66’ Catanese |

| Arbitro: | G. Sacchi (Macerata) |

|              |           |  |
| Panico 90+5’ | Marcatori |  |

| Arbitro: | Diop (Treviglio) |

|                      |           |                          |
| Peda 13’ Rosafio 69’ | Marcatori | 6’ Paolucci 77’ Spagnoli |

| Gubbio 2 dicembre 2023, ore 18:30 CET 16ª giornata | Gubbio           | 0 – 0 referto | SPAL | Stadio Pietro Barbetti (1 040 spett.)\| Arbitro: \| Cerbasi (Arezzo) \| |
| Arbitro:                                           | Cerbasi (Arezzo) |               |      |                                                                         |

| Ferrara 9 dicembre 2023, ore 18:30 CET 17ª giornata | SPAL             | 0 – 0 referto | Virtus Entella | Stadio Paolo Mazza (5 698 spett.)\| Arbitro: \| Vogliacco (Bari) \| |
| Arbitro:                                            | Vogliacco (Bari) |               |                |                                                                     |

| Arbitro: | Mazzoni (Prato) |

|                |           |           |
| Volpicelli 63’ | Marcatori | 48’ Rabbi |

| Arbitro: | Burlando (Genova) |

|                           |           |  |
| Bassoli 40’ Valentini 85’ | Marcatori |  |

#### Girone di ritorno
| Arbitro: | Castellone (Napoli) |

|             |           |               |
| Karlsson 3’ | Marcatori | 90+4’ Maistro |

| Ferrara 14 gennaio 2024, ore 20:45 CET 21ª giornata | SPAL              | 0 – 0 referto | Cesena | Stadio Paolo Mazza (6 338 spett.)\| Arbitro: \| Sfira (Pordenone) \| |
| Arbitro:                                            | Sfira (Pordenone) |               |        |                                                                      |

| Arbitro: | Gasperotti (Rovereto) |

|                       |           |         |
| Lisi 60’ Paz 64’, 72’ | Marcatori | 5’ Peda |

| Arbitro: | Nigro (Prato) |

|           |           |                                       |
| Rabbi 27’ | Marcatori | 11’ Guerra 21’ Damiani 90+3’ L. Cerri |

| Arbitro: | Gemelli (Messina) |

|                            |           |              |
| Gucher 44’ Rizzo Pinna 75’ | Marcatori | 50’ Dalmonte |

| Arbitro: | Iannello (Messina) |

|               |           |  |
| Antenucci 78’ | Marcatori |  |

| Arbitro: | Andreano (Prato) |

|            |           |                           |
| Merola 31’ | Marcatori | 33’ Antenucci 70’ Maistro |

| Arbitro: | Gigliotti (Cosenza) |

|                    |           |              |
| Carraro 37’ (aut.) | Marcatori | 63’ Dalmonte |

| Ferrara 23 febbraio 2024, ore 20:45 CET 28ª giornata | SPAL             | 0 – 0 referto | Arezzo | Stadio Paolo Mazza (6 078 spett.)\| Arbitro: \| Leone (Barletta) \| |
| Arbitro:                                             | Leone (Barletta) |               |        |                                                                     |

| Arbitro: | Milone (Taurianova) |

|                                  |           |                                 |
| Sandri 41’ R. Forte 90+5’ (rig.) | Marcatori | 66’ Maistro 79’, 90+3’ Petrović |

| Arbitro: | Perri (Roma) |

|  |           |                           |
|  | Marcatori | 59’ Fischnaller 74’ Zecca |

| Arbitro: | Zago (Conegliano) |

|                                                |           |           |
| Gigli 36’ (aut.) Antenucci 71’ Tripaldelli 88’ | Marcatori | 73’ Gigli |

| Arbitro: | Renzi (Pesaro) |

|                           |           |              |
| Peli 45+2’ Lombardi 90+2’ | Marcatori | 18’ Dalmonte |

| Ferrara 23 marzo 2024, ore 17:30 CET 33ª giornata | SPAL             | 0 – 0 referto | Carrarese | Stadio Paolo Mazza (6 262 spett.)\| Arbitro: \| Diop (Treviglio) \| |
| Arbitro:                                          | Diop (Treviglio) |               |           |                                                                     |

| Ancona 30 marzo 2024, ore 16:15 CEST 34ª giornata | Ancona                  | 0 – 0 referto | SPAL | Stadio Del Conero (6 224 spett.)\| Arbitro: \| Arena (Torre del Greco) \| |
| Arbitro:                                          | Arena (Torre del Greco) |               |      |                                                                           |

| Arbitro: | Galipò (Firenze) |

|                                     |           |  |
| Zilli 28’, 45+2’ Ghiringhelli 90+3’ | Marcatori |  |

| Arbitro: | Grasso (Ariano Irpino) |

|              |           |                            |
| Zappella 14’ | Marcatori | 43’ Valentini 49’ Petrović |

| Arbitro: | Cerbasi (Arezzo) |

|                         |           |  |
| Zilli 79’ Valentini 83’ | Marcatori |  |

| Arbitro: | Colaninno (Nola) |

|             |           |                                           |
| Ragatzu 83’ | Marcatori | 20’ Siligardi 29’, 54’ Dalmonte 90’ Zilli |

### Coppa Italia Serie C
| Arbitro: | Drigo (Portogruaro) |

|                       |           |  |
| Rabbi 13’ Rosafio 35’ | Marcatori |  |

| Arbitro: | Bozzetto (Bergamo) |

|  |           |                                |
|  | Marcatori | 101’ Rizzo Pinna 117’ Magnaghi |

## Statistiche

### Statistiche di squadra
Statistiche aggiornate al 28 aprile 2024.
| Competizione         | Punti | In casa | In casa | In casa | In casa | In casa | In casa | In trasferta | In trasferta | In trasferta | In trasferta | In trasferta | In trasferta | Totale | Totale | Totale | Totale | Totale | Totale | DR |
| Competizione         | Punti | G       | V       | N       | P       | Gf      | Gs      | G            | V            | N            | P            | Gf           | Gs           | G      | V      | N      | P      | Gf     | Gs     | DR |
| -------------------- | ----- | ------- | ------- | ------- | ------- | ------- | ------- | ------------ | ------------ | ------------ | ------------ | ------------ | ------------ | ------ | ------ | ------ | ------ | ------ | ------ | -- |
| Serie C              | 49    | 19      | 7       | 7       | 5       | 20      | 15      | 19           | 5            | 6            | 8            | 21           | 25           | 38     | 12     | 13     | 13     | 41     | 40     | +1 |
| Coppa Italia Serie C | -     | 2       | 1       | 0       | 1       | 2       | 2       | 0            | 0            | 0            | 0            | 0            | 0            | 2      | 1      | 0      | 1      | 2      | 2      | 0  |
| Totale               | -     | 21      | 8       | 7       | 6       | 22      | 17      | 19           | 5            | 6            | 8            | 21           | 25           | 40     | 13     | 13     | 14     | 43     | 42     | +1 |

### Andamento in campionato
| Giornata  | 1 | 2 | 3  | 4 | 5  | 6  | 7  | 8  | 9  | 10 | 11 | 12 | 13 | 14 | 15 | 16 | 17 | 18 | 19 | 20 | 21 | 22 | 23 | 24 | 25 | 26 | 27 | 28 | 29 | 30 | 31 | 32 | 33 | 34 | 35 | 36 | 37 | 38 |
| --------- | - | - | -- | - | -- | -- | -- | -- | -- | -- | -- | -- | -- | -- | -- | -- | -- | -- | -- | -- | -- | -- | -- | -- | -- | -- | -- | -- | -- | -- | -- | -- | -- | -- | -- | -- | -- | -- |
| Luogo     | C | T | C  | T | C  | T  | C  | C  | T  | C  | T  | T  | C  | T  | C  | T  | C  | T  | C  | T  | C  | T  | C  | T  | C  | T  | T  | C  | T  | C  | C  | T  | C  | T  | C  | T  | C  | T  |
| Risultato | V | P | P  | V | N  | P  | P  | N  | P  | V  | N  | P  | P  | P  | N  | N  | N  | N  | V  | N  | N  | P  | P  | P  | V  | V  | N  | N  | V  | P  | V  | P  | N  | N  | V  | V  | V  | V  |
| Posizione | 7 | 7 | 11 | 7 | 10 | 12 | 14 | 12 | 17 | 14 | 13 | 16 | 18 | 18 | 19 | 18 | 19 | 18 | 17 | 16 | 17 | 18 | 18 | 18 | 17 | 17 | 16 | 16 | 14 | 16 | 14 | 14 | 15 | 15 | 15 | 13 | 11 | 11 |

Legenda:

Luogo: C = Casa; T = Trasferta. Risultato: V = Vittoria; N = Pareggio; P = Sconfitta.

### Statistiche dei giocatori
Sono in corsivo i calciatori che hanno lasciato la società a stagione in corso.
| Giocatore       | Serie C  | Serie C | Serie C     | Serie C    | Coppa Italia Serie C | Coppa Italia Serie C | Coppa Italia Serie C | Coppa Italia Serie C | Totale   | Totale | Totale      | Totale     |
| Giocatore       | Presenze | Reti    | Ammonizioni | Espulsioni | Presenze             | Reti                 | Ammonizioni          | Espulsioni           | Presenze | Reti   | Ammonizioni | Espulsioni |
| --------------- | -------- | ------- | ----------- | ---------- | -------------------- | -------------------- | -------------------- | -------------------- | -------- | ------ | ----------- | ---------- |
| E. Alfonso      | 17       | -16     | 0           | 0          | 1                    | 0                    | 0                    | 0                    | 18       | -16    | 0           | 0          |
| T. Angeletti    | 3        | 0       | 0           | 0          | 1                    | 0                    | 0                    | 0                    | 4        | 0      | 0           | 0          |
| M. Antenucci    | 35       | 5       | 2           | 0          | 1                    | 0                    | 0                    | 0                    | 36       | 5      | 2           | 0          |
| M. Arena        | 9        | 0       | 4           | 0          | 0                    | 0                    | 0                    | 0                    | 9        | 0      | 4           | 0          |
| A. Bassoli      | 12       | 1       | 2           | 0          | 1                    | 0                    | 0                    | 0                    | 13       | 1      | 2           | 0          |
| M. Bertini      | 14       | 2       | 5           | 0          | 2                    | 0                    | 1                    | 0                    | 16       | 2      | 6           | 0          |
| P. Breit        | 3        | 0       | 0           | 0          | 0                    | 0                    | 0                    | 0                    | 3        | 0      | 0           | 0          |
| M. Bruscagin    | 23       | 0       | 2           | 1          | 0                    | 0                    | 0                    | 0                    | 23       | 0      | 2           | 1          |
| M. Büchel       | 14       | 0       | 5           | 0          | 0                    | 0                    | 0                    | 0                    | 14       | 0      | 5           | 0          |
| M. Carraro      | 27       | 0       | 7           | 0          | 1                    | 0                    | 0                    | 0                    | 28       | 0      | 7           | 0          |
| R. Celia        | 16       | 1       | 1           | 0          | 1                    | 0                    | 0                    | 0                    | 17       | 1      | 1           | 0          |
| R. Collodel     | 29       | 1       | 4           | 0          | 1                    | 0                    | 0                    | 0                    | 30       | 1      | 4           | 0          |
| N. Contiliano   | 22       | 0       | 2           | 0          | 2                    | 0                    | 1                    | 0                    | 24       | 0      | 3           | 0          |
| N. Dalmonte     | 23       | 5       | 1           | 0          | 0                    | 0                    | 0                    | 0                    | 23       | 5      | 1           | 0          |
| M. Del Favero   | 7        | -10     | 0           | 0          | 1                    | -2                   | 0                    | 0                    | 8        | -12    | 0           | 0          |
| S. Deme         | 1        | 0       | 0           | 0          | 1                    | 0                    | 0                    | 0                    | 2        | 0      | 0           | 0          |
| D. Dumbrăvanu   | 0        | 0       | 0           | 0          | 1                    | 0                    | 0                    | 0                    | 1        | 0      | 0           | 0          |
| S. Edera        | 13       | 0       | 0           | 0          | 0                    | 0                    | 0                    | 0                    | 13       | 0      | 0           | 0          |
| A. Fiordaliso   | 23       | 1       | 0           | 1          | 1                    | 0                    | 0                    | 0                    | 24       | 1      | 0           | 1          |
| C. Galeotti     | 14       | -13     | 1           | 0          | 0                    | 0                    | 0                    | 0                    | 14       | -13    | 1           | 0          |
| L. Ghiringhelli | 13       | 1       | 1           | 0          | 0                    | 0                    | 0                    | 0                    | 13       | 1      | 1           | 0          |
| G. Iglio        | 7        | 0       | 2           | 0          | 1                    | 0                    | 1                    | 0                    | 8        | 0      | 3           | 0          |
| F. Maistro      | 30       | 3       | 5           | 0          | 2                    | 0                    | 1                    | 0                    | 32       | 3      | 6           | 0          |
| M. Meneghetti   | 1        | -1      | 0           | 0          | 0                    | 0                    | 0                    | 0                    | 1        | -1     | 0           | 0          |
| S. Nador        | 6        | 0       | 1           | 0          | 0                    | 0                    | 0                    | 0                    | 6        | 0      | 1           | 0          |
| A. Orfei        | 12       | 0       | 2           | 0          | 1                    | 0                    | 0                    | 0                    | 13       | 0      | 2           | 0          |
| F. Parravicini  | 8        | 0       | 0           | 0          | 1                    | 0                    | 0                    | 0                    | 9        | 0      | 0           | 0          |
| P. Peda         | 23       | 3       | 4           | 1          | 2                    | 0                    | 0                    | 0                    | 25       | 3      | 4           | 1          |
| T. Petrović     | 14       | 3       | 1           | 0          | 0                    | 0                    | 0                    | 0                    | 14       | 3      | 1           | 0          |
| F. Puletto      | 13       | 0       | 3           | 1          | 2                    | 0                    | 0                    | 0                    | 15       | 0      | 3           | 1          |
| S. Rabbi        | 31       | 2       | 7           | 0          | 1                    | 1                    | 0                    | 0                    | 32       | 3      | 7           | 0          |
| E. Rao          | 27       | 1       | 2           | 1          | 2                    | 0                    | 0                    | 0                    | 29       | 1      | 2           | 1          |
| M. Rosafio      | 10       | 1       | 0           | 0          | 2                    | 1                    | 0                    | 0                    | 12       | 2      | 0           | 0          |
| F. Saiani       | 6        | 0       | 1           | 0          | 2                    | 0                    | 0                    | 0                    | 8        | 0      | 1           | 0          |
| L. Siligardi    | 14       | 1       | 0           | 0          | 0                    | 0                    | 0                    | 0                    | 14       | 1      | 0           | 0          |
| J. Simonetta    | 0        | 0       | 0           | 0          | 0                    | 0                    | 0                    | 0                    | 0        | 0      | 0           | 0          |
| D. Šits         | 1        | 0       | 0           | 0          | 0                    | 0                    | 0                    | 0                    | 1        | 0      | 0           | 0          |
| A. Tripaldelli  | 28       | 1       | 5           | 0          | 0                    | 0                    | 0                    | 0                    | 28       | 1      | 5           | 0          |
| N. Valentini    | 31       | 4       | 4           | 0          | 2                    | 0                    | 0                    | 0                    | 33       | 4      | 4           | 0          |
| M. Zilli        | 15       | 4       | 0           | 0          | 0                    | 0                    | 0                    | 0                    | 15       | 4      | 0           | 0          |

## Giovanili

### Organigramma
Area direttiva
- Responsabile dell'area tecnica: Massimiliano De Gregorio
- Responsabile scouting: Francesco Conti
- Responsabile organizzativo: Alessandro Orlandini
- Responsabile attività di base: Michele Borghi
- Segretario sportivo: Giacomo Dal Ben
- Segretario organizzativo: Alessio Pugliese

Area tecnica - Primavera
- Allenatore: Vito Grieco
- Preparatore atletico: Carlo Oliani
- Preparatore portieri: Andrea Brunello
- Medico sociale: Roberto Altavilla
- Recupero infortuni: Federico Zanettin
- Fisioterapista: Marcello Bertolani

Area tecnica - Under 17
- Allenatore: Massimo Pedriali

Area tecnica - Under 16
- Allenatore: Daniele Buriani

Area tecnica - Under 15
- Allenatore: Alessandro Viviani

### Piazzamenti
- Primavera
  - Campionato Primavera 2: 8º nel girone A
  - Coppa Italia Primavera: Trentaduesimi di finale

- Under-17
  - Campionato Under-17 Serie C: 3º nel girone A. Ottavi di finale playoff
- Under-16
  - Campionato Under-16 Serie C: 4º nel girone B
- Under-15
  - Campionato Under-15 Serie C: 5º nel girone B